# Логгинс, Кенни
Кеннет Кларк «Кенни» Логгинс (англ. Kenneth Clark «Kenny» Loggins; род. 7 января 1948) — американский автор-исполнитель песен.

## Карьера
Логгинс родился в 1948 году в Эверетте, рос в Альгамбре, где выступал в основанной им же группе The Second Helping. В начале 1970-х играл в группе Gator Creek. С 1971 по 1976 вместе со своим приятелем Джимом Мессиной пел в поп-рок дуэте Loggins and Messina. В 1977 году Логгинс выпустил свой дебютный сольный альбом, озаглавленный Celebrate Me Home. Год спустя вышел второй альбом музыканта Nightwatch, включавший популярную песню «Whenever I Call You Friend», исполненную дуэтом со Стиви Никс. В 1979 году увидела свет третья пластинка Логгинса Keep the Fire. В 1980 году композиция «What a Fool Believes» Логгинса и певца Майкла Макдональда была удостоена премии «Грэмми» как лучшая песня года.
В 1985 году участвовал в записи песни «We Are the World». Также музыкант записал множество весьма успешных песен для кинофильмов, таких как «Мальчик для гольфа», «Свободные», «Изо всех сил» и «Лучший стрелок». В 1990-е годы Логгинс выпустил несколько новых сольников, включая детский альбом 1994 года Return to Pooh Corner. В 2005 году произошло воссоединение дуэта Loggins and Messina, и музыканты провели успешный национальный тур, результатом которого стал выпуск CD и DVD «Loggins and Messina Sittin' In Again».
В компьютерной игре Grand Theft Auto V исполнил роль радио-диджея на радиостанции Los Santos Rock Radio, где также играет несколько его треков.

## Личная жизнь
С 1978 по 1990 год Логгинс был женат на Еве Айн; у семейной пары было трое детей. В 1992 году он женился на Джулии Купер. У супругов было двое детей, однако они развелись в 2004.

## Дискография
Loggins and Messina
- 1971 — Sittin' In
- 1972 — Loggins and Messina
- 1973 — Full Sail
- 1974 — On Stage
- 1974 — Mother Lode
- 1975 — So Fine
- 1976 — Native Sons
- 1976 — The Best of Friends
- 1977 — Finale
- 2005 — The Best: Sittin' in Again
- 2005 — Live: Sittin' In Again at the Santa Barbara Bowl

Сольные альбомы
- 1977 — Celebrate Me Home
- 1978 — Nightwatch
- 1979 — Keep the Fire
- 1980 — Kenny Loggins Alive
- 1982 — High Adventure
- 1985 — Vox Humana
- 1988 — Back to Avalon
- 1991 — Leap of Faith
- 1993 — Outside at the Redwoods
- 1994 — Return to Pooh Corner
- 1997 — Yesterday, Today, Tomorrow — The Greatest Hits
- 1997 — Unimaginable Life
- 1998 — December
- 2000 — More Songs from Pooh Corner
- 2002 — The Essential Kenny Loggins
- 2003 — It’s about Time
- 2007 — How about now
- 2009 — All Join In